# Bossay-sur-Claise
Bossay-sur-Claise ist eine Gemeinde im französischen Département Indre-et-Loire in der Region Centre-Val de Loire. Sie gehört zum Kanton Descartes im Arrondissement Loches. Sie grenzt im Nordwesten an Preuilly-sur-Claise, im Norden an Charnizay, im Nordosten an Obterre (Berührungspunkt), im Osten an Azay-le-Ferron und Martizay, im Südosten an Lureuil, im Süden an Tournon-Saint-Martin und Tournon-Saint-Pierre, im Südwesten an Yzeures-sur-Creuse und im Westen an Boussay (Berührungspunkt). Die Gemeindegemarkung wird von der Claise und einer außer Betrieb befindlichen Eisenbahnstrecke durchquert.

## Vorgeschichte
Die Ausgrabungen von Les Maîtreaux, die seit 1994 erfolgen, erbrachten archäologische Reste mehrerer Nutzungen aus dem Solutréen. 

## Bevölkerungsentwicklung
| Jahr      | 1962 | 1968 | 1975 | 1982 | 1990 | 1999 | 2008 | 2015 |
| --------- | ---- | ---- | ---- | ---- | ---- | ---- | ---- | ---- |
| Einwohner | 1276 | 1192 | 1038 | 915  | 867  | 787  | 827  | 769  |

## Sehenswürdigkeiten

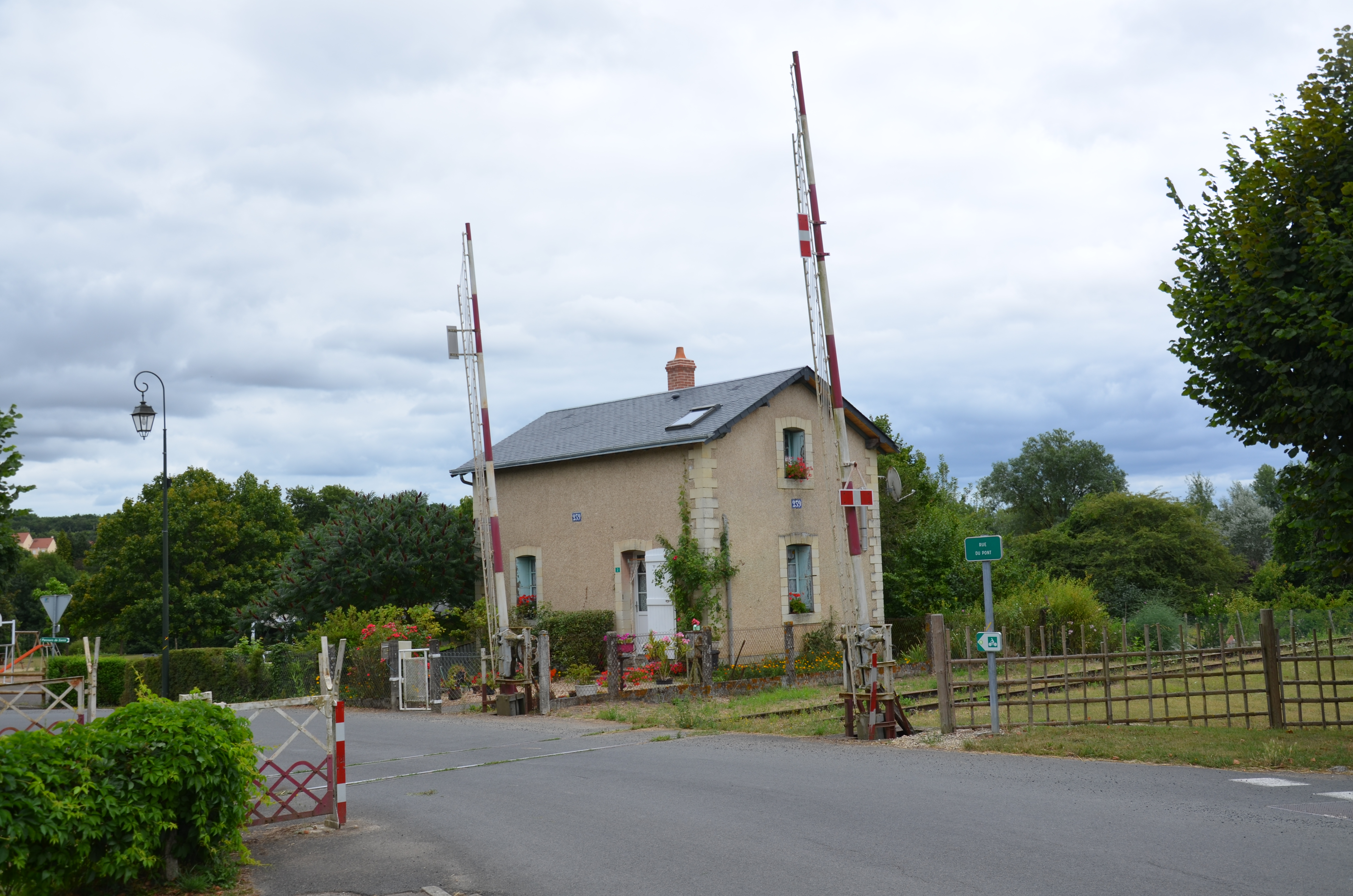
Ehemaliges Barrierenwärterhaus
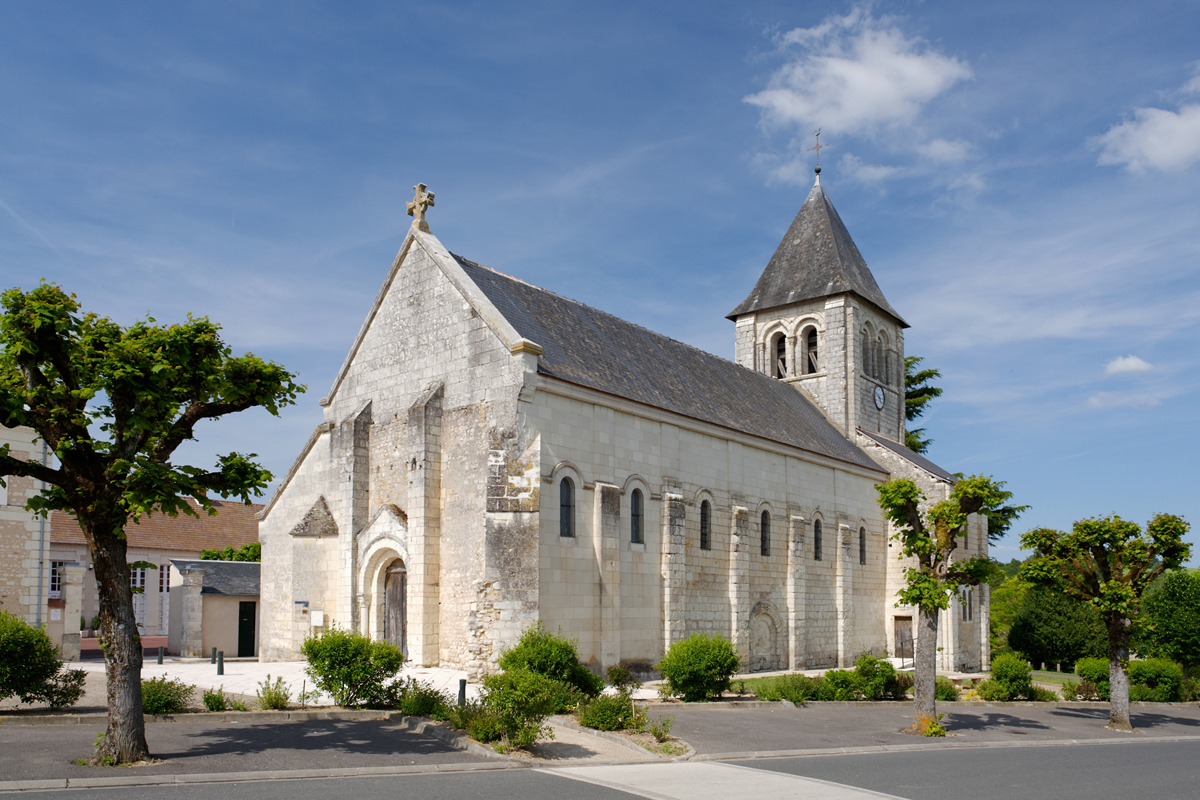
Kirche Saint-Martin, Monument historique
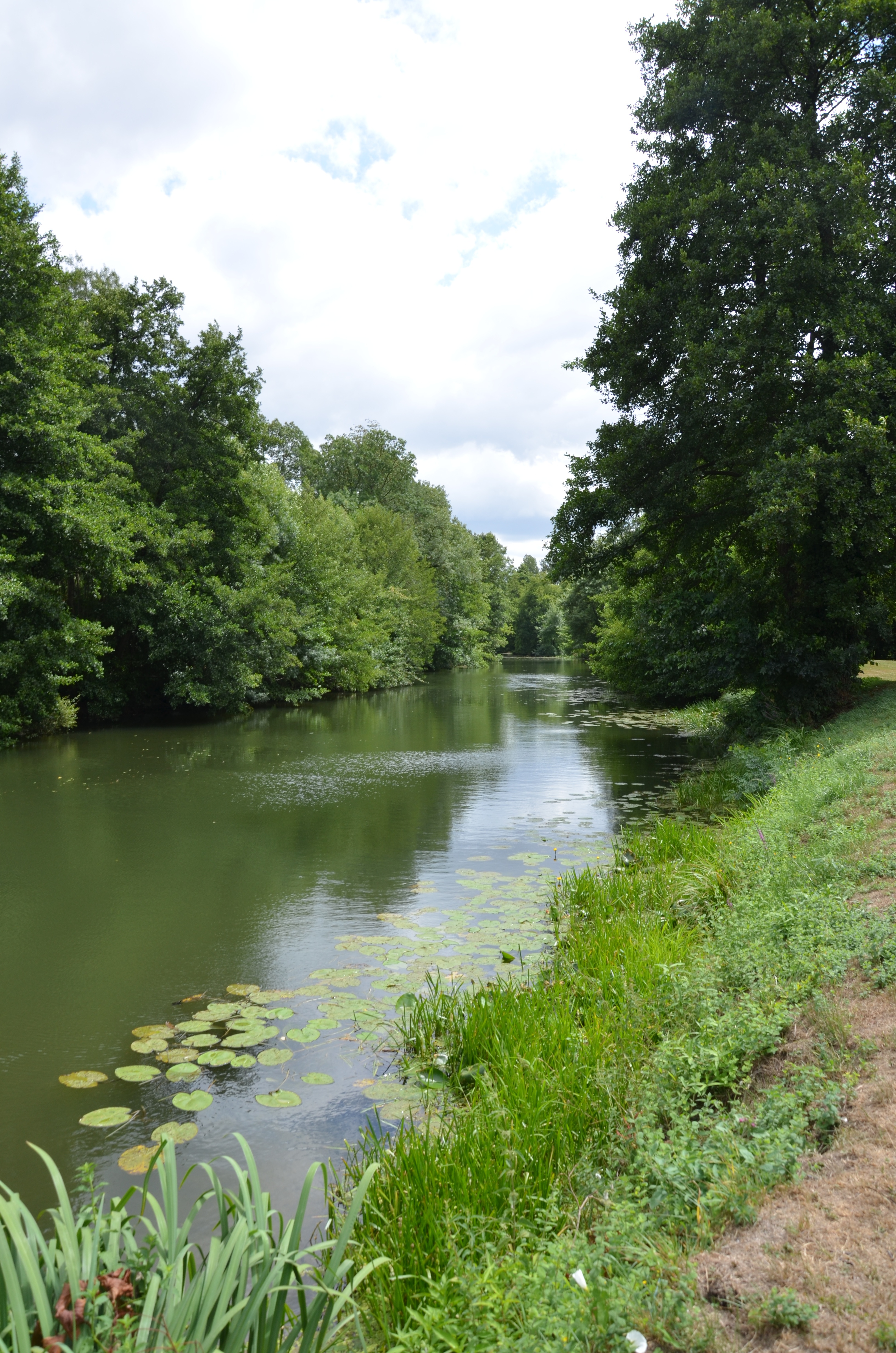
Die Claise bei Bossay-sur-Claise
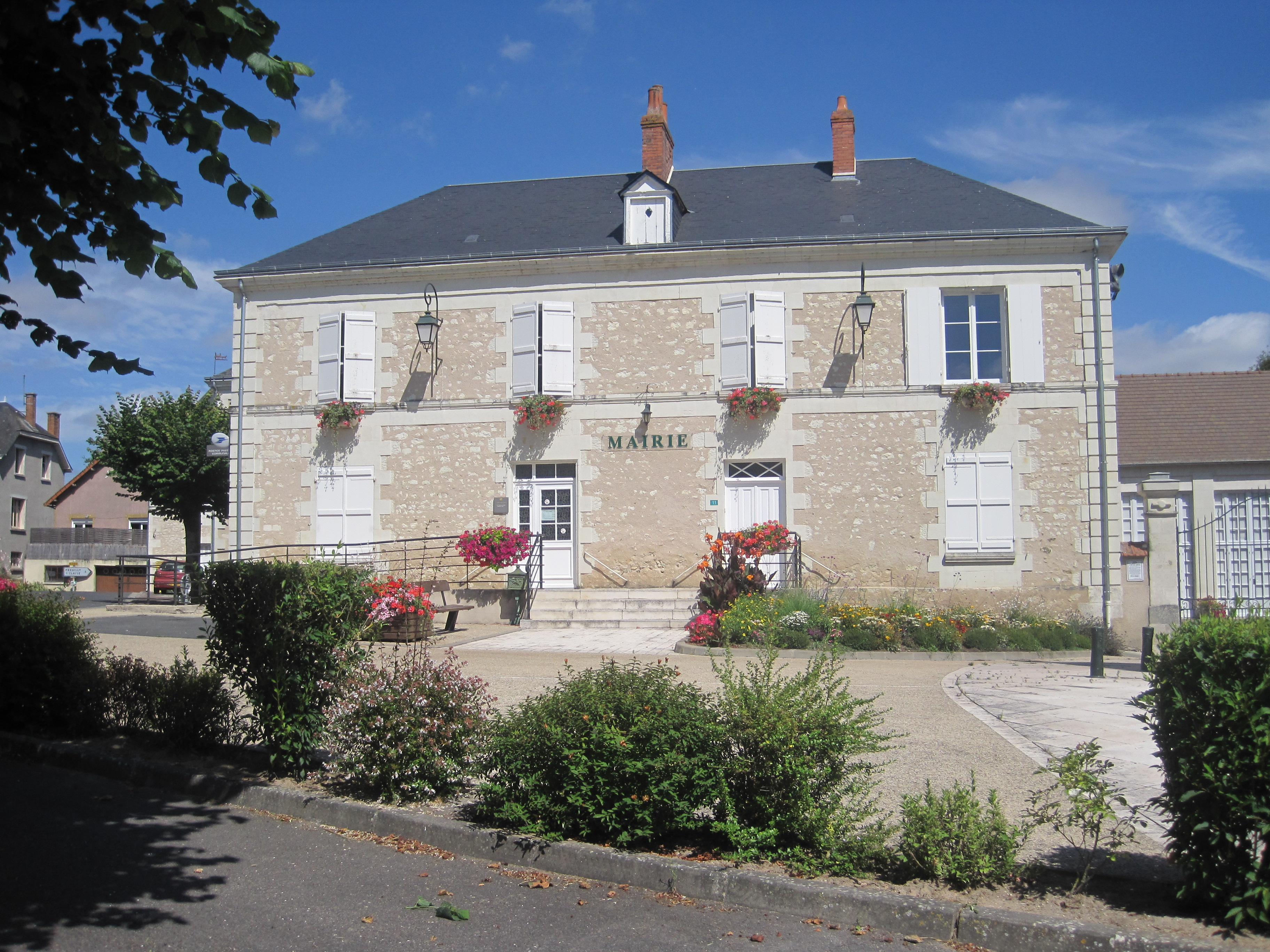
Die Mairie

- Kriegerdenkmal

- Ehemaliges Barrierenwärterhaus
- Kirche Saint-Martin
- Die Claise bei Bossay-sur-Claise
- Die Mairie

## Persönlichkeiten
- Émile Georget (1881–1960), Radrennfahrer, in Bossay-sur-Claise geboren